# Józef Skolimowski

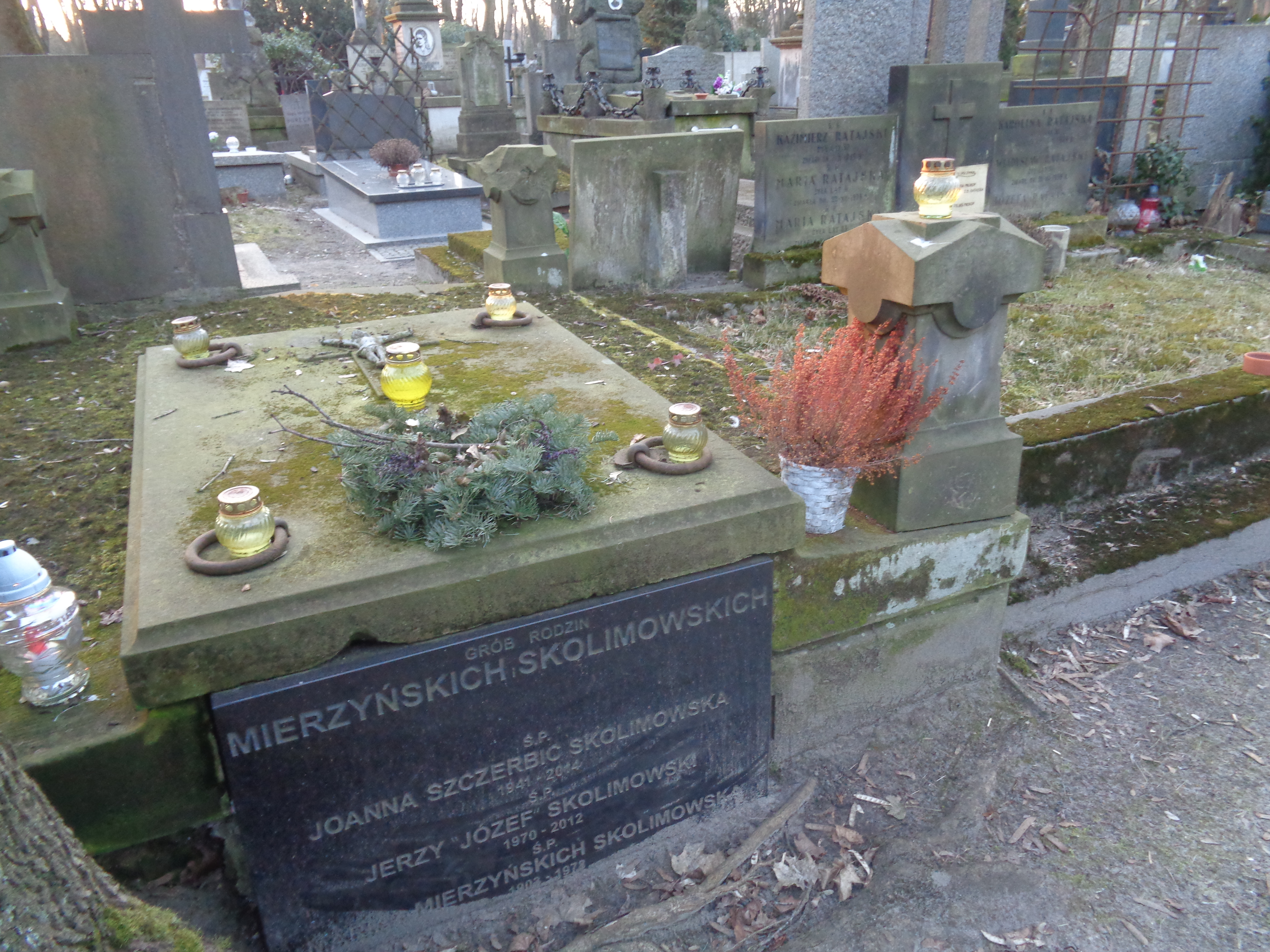
Nagrobek Józefa Skolimowskiego i Joanny Szczerbic na cmentarzu Powązkowskim

Józef Skolimowski, znany również jako Joseph Kay oraz Jerry Skol (ur. 1970, zm. 2 maja 2012 w Indiach) – polski reżyser filmowy i scenarzysta filmowy.
Był synem reżysera Jerzego Skolimowskiego oraz aktorki Joanny Szczerbic, młodszym bratem reżysera Michała Skolimowskiego. 14 maja 2012 został pochowany na cmentarzu Powązkowskim.

## Filmografia
- 2012: Ixjana – reżyseria, scenariusz, muzyka
- 2010: Essential Killing – reżyseria (II ekipa, Polska)
- 2001: Wspinaczka – muzyka
- 1993: Motyw cienia – reżyseria, scenariusz, montaż, obsada aktorska (jako Mark)
- 1991: Ferdydurke – scenariusz
- 1984: Success Is the Best Revenge – obsada aktorska (jako Tony Rodak)